# Олешов
Оле́шов (укр. Олешів) — село в Тлумачской городской общине Ивано-Франковского района Ивано-Франковской области Украины.
Население по переписи 2001 года составляло 634 человека. Занимает площадь 11,905 км². Почтовый индекс — 78011. Телефонный код — 03479.

## История
Первый письменный источник о селе датирумый 1444 годом. Во времена Польского королевства им владели Шандовские, Людницкие, Скопницкие
В 1888 году открыта первая школа. В 1908 году открыт завод извести и кирпича.
В селе после отхода австрийских войск были взяты магнатские имения, но после отступления русских войск всех зачинщиков было сослано в Талегроф. В 1915 году вспыхнул тиф 
В 1938 году рабочие вышли на майские демонстрации.
Во время нацисткой оккупации немцами было наводнение немцы сожгли 44 дома, ж/д станцию и подорвали мост.
В конце марта 1944 года части первой танковой армии освободили село, немцам удалось отбить его на короткое время пока 25 июля 1-я гвардейская армия не освободила село.

## Население
- 1989 год 2522 человек
- 2001 год 1224 человек
- 2022 год 569 человек[2]

## Известные люди
- Каетан Шадбей - польский магнат один из владельцев имения

## Археология
- Пять стоянок эпохи палеолита
- Стоянка земледельцев эпохи неолита
- Курганный могильник эпохи бронзы
- Древнерусское поселение